# Кваша Микола Йосипович
Микола Йосипович Кваша (8 грудня 1929, Зінов'ївськ — 4 листопада 2007, Нижній Новгород) — генеральний директор і генеральний конструктор ВАТ «Центральне конструкторське бюро „Лазурит“», Герой Росії.

## Біографія
Народився 8 грудня 1929 року в місті Зінов'євську (нині — Кропивницький, Україна) у родині залізничника. Українець. Пережив голод в Україні на початку 1930-х років і німецьку окупацію в роки радянсько-німецької війни. Після закінчення школи із золотою медаллю вступив у Харківський авіаційний інститут, однак незабаром дізнався, що всі випускники, які були в роки війни на окупованій території, підлягають розподілу на фабрику алюмінієвого посуду, тому перевівся на енергомашинобудівний факультет Харківського політехнічного інституту, який з відзнакою закінчив у 1953 році.
За розподілом був направлений в місто Горький (нині — Нижній Новгород) на машинобудівний завод «Червоне Сормово», одне з найбільших оборонних підприємств країни. Працював в бюро автоматизації та механізації виробництва: конструктор, з 1954 року старший інженер, з 1955 року начальник конструкторського бюро автоматизації виробництва заводу. У 1957 році в складі заводу було сформовано спеціальне конструкторське бюро СКБ-112, що мало завдання проєктування підводних човнів. Одним з перших був зарахований в СКБ спочатку інженером, але дуже швидко став провідним конструктором з озброєння, потім начальником відділу автоматики та електроніки, заступником Головного конструктора підводного човна.
З 1962 року головний інженер СКБ. З 1984 року одночасно став і генеральним конструктором Центрального конструкторського бюро «Лазурит», створеного на базі СКБ-112. За роки роботи брав участь у проєктуванні і створенні, а потім і очолив роботи зі створення численних підводних апаратів, у тому числі дизельної підводного човна проєкту 633, атомного підводного човна проєкту 670 «Скат» (озброєного комплексом крилатих ракет), підводного човна-мішені проєкту 690, рятувального підводного човни проєкту 640 «Льонок», глибоководного рятувального апарата проєкту 1855 «Приз», підводних атомоходів проєктів 617, 651Е.
Вершиною творчості ЦКБ і його головного конструктора стали атомні підводні човни проєктів 945 Барракуда і 945А Кондор, перші човени в країні з повністю титановим корпусом. Форми і стрімкі плавні обводи корпусу нагадують форму одного з найкращих океанських плавців — тунця, що забезпечувало високу швидкість на будь-яких глибинах. АПЛ озброєна новітніми бойовими ракетами, що додають їй ударний потенціал. Головний козир човна — низькі фізичні поля, низькі магнітні та електричні характеристики (раніше недоступні радянським атомоходам і навіть менше відповідних характеристик АПЛ головного опонента СРСР — США). Акустичні дані «Баракуда» вперше в СРСР зрівнялися з американськими аналогами, що дозволило усунути один з головних недоліків радянських атомоходів — високу гучність (за яку американці дали їм образливе прізвисько «ревуть корови»). Усього було введено в дію дві «Баракуди» і два «Кондори».
Для перевірки на практиці проєктних рішень і пошуку шляхів поліпшення «Баракуди» генеральний конструктор вийшов на головному човні в дальній автономний прохід тривалістю понад 100 діб. Човен на практиці показав свої унікальні технічні дані, непомічено минувши ряд протичовнових рубежів США в Атлантиці. Коли в 1990-х роках М. Й. Кваша розповів про цей похід, у США прогримів великий скандал — адже вони так і не зареєстрували свого часу цей підводний Атомохід, три місяці крейсували біля їх берегів з «тисячами Хіросім» на борту. Напевно, це стало однією з причин, чому п'ятий човен на самому початку 1990-х років був спішно розрізаний на метал на стапелях, будучи побудованим більш ніж на 30%.
Указом Президента Російської Федерації № 2110 від 6 грудня 1993 року за мужність і героїзм, проявлені при виконанні спеціального завдання головному конструктору ЦКБ «Лазурит» Кваші Миколі Йосиповичу присвоєно звання Героя Російської Федерації з врученням знаку особливої відзнаки — медалі «Золота Зірка» (№ 57) .
У 1994 році ЦКБ «Лазурит» було приватизовано з розподілом акцій у трудовому колективі підприємства, та реорганізовано у ВАТ «ЦКБ „Лазурит“». М. Й. Кваша був обраний Президентом ВАТ, а пізніше генеральним директором і генеральним конструктором ВАТ «ЦКБ „Лазурит“». В умовах кризи початку 1990-х років підприємство різко збільшило цивільну складову своєї діяльністі: створено судна технічного флоту для морського видобутку нафти і газу, рибопромислові судна, устаткування морського нафтовидобутку, газотурбінні електростанції, медичні барокамери. Після 2000 року знову зросло оборонне замовлення, що становить вже понад 70% потужностей підприємства.
М. Й. Кваша займався викладацькою діяльністю в Нижньогородському державному технічному університеті, і там же очолював Державну екзаменаційну комісію кораблебудівного факультету.
Жив у місті Нижній Новгород. Помер 4 листопада 2007 року.

## Звання і нагороди
Нагороджений радянськими орденом Леніна, двома орденами Трудового Червоного Прапора, орденом «Знак Пошани», російським орденом «За заслуги перед Вітчизною» 3-го ступеня (10.09.1999), медалями.
Лауреат премії Уряду РФ (1998). Доктор технічних наук, професор, академік Російської академії транспорту. Почесний громадянин Нижньогородської області (19.11.1996).